# Tolomeo III Saverio Gallio, VI duca di Alvito
Tolomeo III Saverio Gallio, VI duca di Alvito (Alvito, 26 febbraio 1685 – Napoli, 29 aprile 1711), è stato un nobile italiano.

## Biografia
Tolomeo Saverio Gallio nacque ad Alvito, feudo paterno, il 26 febbraio 1685, figlio di Francesco II Gallio, duca di Alvito, e di sua moglie, la nobildonna spagnola Maria Alfonsa Diaz Pimienta. Tolomeo, discendente da una nobile famiglia comasca il cui ramo si era trapiantato nel Regno di Napoli con l'acquisizione del ducato di Alvito nel XVI secolo, crebbe frequentando la buona società di Napoli, Milano e Roma. Suoi zii erano Gregorio Boncompagni, V duca di Sora e principe di Piombino, e Antonio Teodoro Gaetano Gallio Trivulzio, principe della Val Mesolcina. Era discendente diretto di Renato I Borromeo, X conte di Angera, di Ercole Grimaldi, signore di Monaco, e di papa Paolo III Farnese.
Intenzionato a consolidare il dominio dei Gallio sul ducato di Alvito, si sposò ventitreenne con Beatrice di Tocco Sanseverino, una delle più rilevanti casate del regno di Napoli. In occasione di queste nozze, tra le più sfarzose dell'epoca, la principessa Aurora Sanseverino, zia della principessa Beatrice, commissionò a Georg Friedrich Händel (tramite la cerchia dei Rospigliosi) la serenata Aci, Galatea e Polifemo che venne dedicata ai due sposi. Patrono delle arti e mecenate della musica, ebbe alle proprie dipendenze il compositore napoletano Domenico Sarro.
Morì a Napoli il 29 aprile 1711.

## Matrimonio e figli
Tolomeo III Saverio Gallio sposò a Napoli il 19 settembre 1708 la principessa Beatrice di Tocco (1692-1761), figlia del principe Carlo I di Tocco e di sua moglie, Livia Sanseverino. La coppia ebbe insieme un figlio:
- Francesco III, duca d'Alvito (1710-1749), sposò la principessa Maria Caterina Rospigliosi

## Albero genealogico
|                                               |                       |                                                               | Genitori                                             |  |  | Nonni |  |  | Bisnonni                               |  |  | Trisnonni                           |  |
|                                               |                       |                                                               |                                                      |  |  |       |  |  | Francesco I Gallio, III duca di Alvito |  |  | Tolomeo I Gallio, II duca di Alvito |  |
|                                               |                       |                                                               |                                                      |  |  |       |  |  | Francesco I Gallio, III duca di Alvito |  |  | Tolomeo I Gallio, II duca di Alvito |  |
|                                               |                       | Partenia Bonelli                                              |                                                      |  |  |       |  |  | Francesco I Gallio, III duca di Alvito |  |  |                                     |  |
| Tolomeo II Gallio, IV duca di Alvito          |                       |                                                               |                                                      |  |  |       |  |  | Francesco I Gallio, III duca di Alvito |  |  |                                     |  |
|                                               |                       | Giustina Borromeo                                             | Renato I Borromeo, X conte di Arona                  |  |  |       |  |  |                                        |  |  |                                     |  |
|                                               |                       | Giustina Borromeo                                             | Renato I Borromeo, X conte di Arona                  |  |  |       |  |  |                                        |  |  |                                     |  |
|                                               |                       | Giustina Borromeo                                             | Ersilia Farnese                                      |  |  |       |  |  |                                        |  |  |                                     |  |
| Francesco II Gallio, V duca di Alvito         |                       | Giustina Borromeo                                             |                                                      |  |  |       |  |  |                                        |  |  |                                     |  |
|                                               |                       | Giangiacomo Teodoro Trivulzio, I principe della Val Mesolcina | Carlo Emanuele Teodoro Trivulzio, III conte di Melzo |  |  |       |  |  |                                        |  |  |                                     |  |
|                                               |                       | Giangiacomo Teodoro Trivulzio, I principe della Val Mesolcina | Carlo Emanuele Teodoro Trivulzio, III conte di Melzo |  |  |       |  |  |                                        |  |  |                                     |  |
|                                               |                       | Giangiacomo Teodoro Trivulzio, I principe della Val Mesolcina | Caterina Gonzaga                                     |  |  |       |  |  |                                        |  |  |                                     |  |
| Ottavia Trivulzio                             |                       | Giangiacomo Teodoro Trivulzio, I principe della Val Mesolcina |                                                      |  |  |       |  |  |                                        |  |  |                                     |  |
|                                               |                       | Giovanna Maria Grimaldi                                       | Ercole Grimaldi, signore di Monaco                   |  |  |       |  |  |                                        |  |  |                                     |  |
|                                               |                       | Giovanna Maria Grimaldi                                       | Ercole Grimaldi, signore di Monaco                   |  |  |       |  |  |                                        |  |  |                                     |  |
|                                               |                       | Giovanna Maria Grimaldi                                       | Maria Landi                                          |  |  |       |  |  |                                        |  |  |                                     |  |
| Tolomeo III Saverio Gallio, VI duca di Alvito |                       | Giovanna Maria Grimaldi                                       |                                                      |  |  |       |  |  |                                        |  |  |                                     |  |
|                                               | Agustin Diaz Pimienta | Miguel Martin Diaz Pimienta                                   |                                                      |  |  |       |  |  |                                        |  |  |                                     |  |
|                                               | Agustin Diaz Pimienta | Miguel Martin Diaz Pimienta                                   |                                                      |  |  |       |  |  |                                        |  |  |                                     |  |
|                                               | Agustin Diaz Pimienta | Catalina Jijona                                               |                                                      |  |  |       |  |  |                                        |  |  |                                     |  |
| Martin Diaz Pimienta                          | Agustin Diaz Pimienta |                                                               |                                                      |  |  |       |  |  |                                        |  |  |                                     |  |
|                                               |                       | Laureana Vasquez                                              | Martin Vasquez Guadramiros                           |  |  |       |  |  |                                        |  |  |                                     |  |
|                                               |                       | Laureana Vasquez                                              | Martin Vasquez Guadramiros                           |  |  |       |  |  |                                        |  |  |                                     |  |
|                                               |                       | Laureana Vasquez                                              | Jeronima Cortes De Espinosa                          |  |  |       |  |  |                                        |  |  |                                     |  |
| Maria Alfonsa Diaz Pimienta                   |                       | Laureana Vasquez                                              |                                                      |  |  |       |  |  |                                        |  |  |                                     |  |
|                                               |                       | …                                                             | …                                                    |  |  |       |  |  |                                        |  |  |                                     |  |
|                                               |                       | …                                                             | …                                                    |  |  |       |  |  |                                        |  |  |                                     |  |
|                                               |                       | …                                                             | …                                                    |  |  |       |  |  |                                        |  |  |                                     |  |
| …                                             |                       | …                                                             |                                                      |  |  |       |  |  |                                        |  |  |                                     |  |
|                                               |                       | …                                                             | …                                                    |  |  |       |  |  |                                        |  |  |                                     |  |
|                                               |                       | …                                                             | …                                                    |  |  |       |  |  |                                        |  |  |                                     |  |
|                                               |                       | …                                                             | …                                                    |  |  |       |  |  |                                        |  |  |                                     |  |
|                                               |                       | …                                                             |                                                      |  |  |       |  |  |                                        |  |  |                                     |  |